# Великобритания на летней Универсиаде 2013
Великобритания на XXVII Всемирной Летней Универсиаде была представлена в 9 видах спорта. В состав сборной Великобритании вошло более 100 спортсменов.

## Бадминтон
На соревнованиях по бадминтону Великобритания будет представлена 5-ю игроками.

### Мужчины
| Спортсмен                 | Соревнование     | 1/16 финала   | 1/8 финала    | Четвертьфиналы | Полуфиналы    | Финал         | Финал |
| Спортсмен                 | Соревнование     | Соперник Счёт | Соперник Счёт | Соперник Счёт  | Соперник Счёт | Соперник Счёт | Место |
| ------------------------- | ---------------- | ------------- | ------------- | -------------- | ------------- | ------------- | ----- |
| Джеймс Бонселс            | Одиночный разряд |               |               |                |               |               |       |
| Харли Таулер Питер Бриггс | Парный разряд    |               |               |                |               |               |       |

### Женщины
| Спортсмен                 | Соревнование     | 1/16 финала   | 1/8 финала    | Четвертьфиналы | Полуфиналы    | Финал         | Финал |
| Спортсмен                 | Соревнование     | Соперник Счёт | Соперник Счёт | Соперник Счёт  | Соперник Счёт | Соперник Счёт | Место |
| ------------------------- | ---------------- | ------------- | ------------- | -------------- | ------------- | ------------- | ----- |
| Софи Браун Эмма Сметхёрст | Одиночный разряд |               |               |                |               |               |       |

## Гимнастика

### Спортивная гимнастика
На соревнованиях по спортивной гимнастике Великобритания будет представлена 8-ю спортсменами

#### Мужчины
Команда
| Спортсмен       | Турнир  | Отборочные соревнования | Отборочные соревнования | Отборочные соревнования | Отборочные соревнования | Отборочные соревнования | Отборочные соревнования | Отборочные соревнования | Отборочные соревнования | Финальные соревнования | Финальные соревнования | Финальные соревнования | Финальные соревнования | Финальные соревнования | Финальные соревнования | Финальные соревнования | Финальные соревнования |
| Спортсмен       | Турнир  | Снаряд                  | Снаряд                  | Снаряд                  | Снаряд                  | Снаряд                  | Снаряд                  | Всего                   | Место                   | Снаряд                 | Снаряд                 | Снаряд                 | Снаряд                 | Снаряд                 | Снаряд                 | Всего                  | Место                  |
| Спортсмен       | Турнир  | ВУ                      | КН                      | КЦ                      | ОП                      | ПБ                      | ПР                      | Всего                   | Место                   | ВУ                     | КН                     | КЦ                     | ОП                     | ПБ                     | ПР                     | Всего                  | Место                  |
| --------------- | ------- | ----------------------- | ----------------------- | ----------------------- | ----------------------- | ----------------------- | ----------------------- | ----------------------- | ----------------------- | ---------------------- | ---------------------- | ---------------------- | ---------------------- | ---------------------- | ---------------------- | ---------------------- | ---------------------- |
| Митчелл Джарвис | Команда |                         |                         |                         |                         |                         |                         |                         |                         |                        |                        |                        |                        |                        |                        |                        |                        |
| Эшли Уотсон     | Команда |                         |                         |                         |                         |                         |                         |                         |                         |                        |                        |                        |                        |                        |                        |                        |                        |
| Сэмюел Ферн     | Команда |                         |                         |                         |                         |                         |                         |                         |                         |                        |                        |                        |                        |                        |                        |                        |                        |
| Мэтью Фёрс      | Команда |                         |                         |                         |                         |                         |                         |                         |                         |                        |                        |                        |                        |                        |                        |                        |                        |
| Всего           | Команда |                         |                         |                         |                         |                         |                         |                         |                         |                        |                        |                        |                        |                        |                        |                        |                        |

Финальные одиночные соревнования
| Спортсмен       | Турнир | Снаряд | Снаряд | Снаряд | Снаряд | Снаряд | Снаряд | Всего | Место |
| Спортсмен       | Турнир | ВУ     | КН     | КЦ     | ОП     | ПБ     | ПР     | Всего | Место |
| --------------- | ------ | ------ | ------ | ------ | ------ | ------ | ------ | ----- | ----- |
| Митчелл Джарвис |        |        |        |        |        |        |        |       |       |
| Эшли Уотсон     |        |        |        |        |        |        |        |       |       |
| Сэмюел Ферн     |        |        |        |        |        |        |        |       |       |
| Мэтью Фёрс      |        |        |        |        |        |        |        |       |       |

#### Женщины
Команда
| Спортсмен       | Турнир  | Отборочные соревнования | Отборочные соревнования | Отборочные соревнования | Отборочные соревнования | Отборочные соревнования | Отборочные соревнования | Финальные соревнования | Финальные соревнования | Финальные соревнования | Финальные соревнования | Финальные соревнования | Финальные соревнования |
| Спортсмен       | Турнир  | Снаряд                  | Снаряд                  | Снаряд                  | Снаряд                  | Всего                   | Место                   | Снаряд                 | Снаряд                 | Снаряд                 | Снаряд                 | Всего                  | Место                  |
| Спортсмен       | Турнир  | ВУ                      | ОП                      | БС                      | БН                      | Всего                   | Место                   | ВУ                     | ОП                     | БС                     | БН                     | Всего                  | Место                  |
| --------------- | ------- | ----------------------- | ----------------------- | ----------------------- | ----------------------- | ----------------------- | ----------------------- | ---------------------- | ---------------------- | ---------------------- | ---------------------- | ---------------------- | ---------------------- |
| Шарлотта Линдси | Команда |                         |                         |                         |                         |                         |                         |                        |                        |                        |                        |                        |                        |
| Ханна Уилан     | Команда |                         |                         |                         |                         |                         |                         |                        |                        |                        |                        |                        |                        |
| Дэньюша Фрэнсис | Команда |                         |                         |                         |                         |                         |                         |                        |                        |                        |                        |                        |                        |
| Ребекка Холл    | Команда |                         |                         |                         |                         |                         |                         |                        |                        |                        |                        |                        |                        |
| Всего           | Команда |                         |                         |                         |                         |                         |                         |                        |                        |                        |                        |                        |                        |

Финальные одиночные соревнования
| Спортсмен       | Турнир | Снаряд | Снаряд | Снаряд | Снаряд | Всего | Место |
| Спортсмен       | Турнир | ВУ     | ОП     | БС     | БН     | Всего | Место |
| --------------- | ------ | ------ | ------ | ------ | ------ | ----- | ----- |
| Шарлотта Линдси |        |        |        |        |        |       |       |
| Ханна Уилан     |        |        |        |        |        |       |       |
| Дэньюша Фрэнсис |        |        |        |        |        |       |       |
| Ребекка Холл    |        |        |        |        |        |       |       |

## Дзюдо
Великобританию на летней Универсиаде 2013 в соревнованиях по дзюдо будут представлять 4 спортсмена:
- Меган Флетчер (Бристольский университет) — до 70 кг
- Патрик Доусон (Университет Гериот-Уотт) — до 73 кг
- Том Рид (Колледж Университета Святой Марии) — до 81 кг
- Энди Бёрнс (Университет Восточного Лондона) — до 90 кг

## Фехтование
Великобритания на летней Универсиаде 2013 в соревнованиях по фехтованию будет представлена тремя спортсменами:
- Маркус Мепстед
- Хусейн Росовски
- Александер Тофалидис

## Футбол
Великобритания на летней Универсиаде в соревнованиях по футболу будет представлена мужской и женской командами

### Мужчины
Мужская команда будет участвовать в группе C.

#### Состав команды
| Игрок           | Университет                        |
| --------------- | ---------------------------------- |
| Джеймс Олдред   | Университет Линна                  |
| Джеймс Болдуин  | Колледж Хартпери                   |
| Джеймс Белшоу   | Университет Дьюка                  |
| Алекс Даер      | Открытый университет               |
| Маркус Джильо   | Колледж Хартпери                   |
| Люк Грэм        | Университет Стаффордшира           |
| Тим Хорн        | Университет Солфорда               |
| Джо Лолли       | Университет Центрального Ланкашира |
| Сэмюел Маквикар | Университет Лафборо                |
| Гэвин Мэлин     | Университет Хериот-Уотт            |
| Том Маккриди    | Колледж Лаймстоун                  |
| Крейг Мозес     | Университет Гламоргана             |
| Киран Мёрфи     | Колледж Святой Марии               |
| Джордж Нэш      | Университет Лафборо                |
| Марк Ньюсем     | Городской университет Манчестерра  |
| Ники Платт      | Университет Солфорда               |
| Саймон Ричмен   | Университет Манчестера             |
| Джек Уинтер     | Университет Линна                  |
| Джейк Пэрротт   | Колледж Хартпери                   |
| Майкл Рей       | Городской университет Лидса        |

Главный тренер: Джеймс Эллис

Менеджер команды: Стью Фаули

Помощник менеджера команды: Кэмпбелл Росс

#### Предварительный раунд
| Команда        | И | В | Н | П | ГЗ | ГП | РГ | О |
| -------------- | - | - | - | - | -- | -- | -- | - |
| Великобритания | 0 | 0 | 0 | 0 | 0  | 0  | 0  | 0 |
| Италия         | 0 | 0 | 0 | 0 | 0  | 0  | 0  | 0 |
| Малайзия       | 0 | 0 | 0 | 0 | 0  | 0  | 0  | 0 |
| Алжир          | 0 | 0 | 0 | 0 | 0  | 0  | 0  | 0 |

| 5 июля 2013 17:00 UTC+04:00 | \| Великобритания \| Матч 6 \| Алжир \| | «Ракета», Казань |
| Великобритания              | Матч 6                                  | Алжир            |

| 8 июля 2013 17:00 UTC+04:00 | \| Великобритания \| Матч 12 \| Малайзия \| | «Олимп», Казань |
| Великобритания              | Матч 12                                     | Малайзия        |

| 10 июля 2013 17:00 UTC+04:00 | \| Великобритания \| Матч 20 \| Италия \| | «Олимп», Казань |
| Великобритания               | Матч 20                                   | Италия          |

### Женщины
Женская команда будет участвовать в группе C.

#### Состав команды
| Игрок               | Университет                                |
| ------------------- | ------------------------------------------ |
| Эшли Бейкер         | Университет Джорджии                       |
| Мэри Эрпс           | Университет Лафборо                        |
| Дэн Гиббонс         | Университет Центрального Ланкашира         |
| Джемма Роуз         | Университет Святого Марка и Святого Иоанна |
| Кирис Хэрроп        | Университет Лафборо                        |
| Уильямс, Виктория   | Университет Хертфордшира                   |
| Сэм Чаппел          | Университет Солфорда                       |
| Наоми Коул          | Университет Чичестера                      |
| Грейс Маккетти      | Университет Бата                           |
| Мишель Хинниган     | Университет Солфорда                       |
| Кейша Липка         | Университет Лидса                          |
| Иззи Кристиансон    | Университет Бирмингема                     |
| Кортни Свитмен-Кёрк | Университет Ноттингема                     |
| Эйлин Уилан         | Университет Ноттингема                     |
| Даниэлла Картер     | Университет Хертфордшира                   |
| Деми Стоукс         | Университет Южной Флориды                  |
| Фрэн Кёрби          | Новый университет Бакса                    |
| Бет Донохью         | Университет Эдж-Хилл                       |
| Кэти Стэнли         | Университет Бриджпорта                     |
| Билли-Энн Мёрфи     | Университет Лидса                          |

Главный тренер: Кей Коссингтон

Помощник главного тренера: Риэнн Скиннер

Менеджер команды: Алекс Зурита

#### Групповой этап
| Команда        | И | В | Н | П | ГЗ | ГП | РГ | О |
| -------------- | - | - | - | - | -- | -- | -- | - |
| Япония         | 0 | 0 | 0 | 0 | 0  | 0  | 0  | 0 |
| Бразилия       | 0 | 0 | 0 | 0 | 0  | 0  | 0  | 0 |
| Великобритания | 0 | 0 | 0 | 0 | 0  | 0  | 0  | 0 |
| Эстония        | 0 | 0 | 0 | 0 | 0  | 0  | 0  | 0 |

| 5 июля 2013 17:00 UTC+04:00 | \| Бразилия \| Матч 4 \| Великобритания \| | «Ракета», Казань |
| Бразилия                    | Матч 4                                     | Великобритания   |

| 7 июля 2013 17:00 UTC+04:00 | \| Япония \| Матч 8 \| Великобритания \| | «Ракета», Казань |
| Япония                      | Матч 8                                   | Великобритания   |

| 9 июля 2013 20:00 UTC+04:00 | \| Великобритания \| Матч 18 \| Эстония \| | «Ракета», Казань |
| Великобритания              | Матч 18                                    | Эстония          |